# Maroantsetra
Maroantsetra ist eine Stadt an der Nordostküste von Madagaskar in der Region Analanjirofo und Provinz Toamasina. Die Stadt liegt am nördlichen Ende der Bucht von Antongil. Etwa zwei Kilometer südöstlich liegt die kleine Insel Nosy Mangabe in dieser Bucht. Im Jahr 2005 hatte Maroantsetra 22.503 Einwohner.

## Verkehr
Maroantsetra verfügt über einen Hafen und einen Flugplatz und ist über die Nationalstraße 5 mit Mananara Nord und Toamasina verbunden.

## Sonstiges
Die Verwaltung des Nationalparks Masoala hat ihren Sitz in der Stadt.
Der Nationalpark Mananara Nord befindet sich ca. 100 km südlich von Maroantsetra.
Das Naturreservat Nosy Mangabe ist ebenfalls in der Nähe der Stadt.

## Söhne und Töchter der Stadt
- Jacques Rabemananjara (1913–2005), Politiker und Schriftsteller
- Michel Malo (* 1938), römisch-katholischer Geistlicher und emeritierter Erzbischof von Antsiranana